# Andeocalynda aspericollis
Andeocalynda aspericollis (лат.) — вид палочников (Phasmatodea) из семейства Diapheromeridae. Эндемики Южной Америки.

## Распространение
Встречаются в Южной Америке: Эквадор, Azuay Province (Cuenca Ģ Loja, S 03°10' W 079°01', 3300 м).

## Описание
Палочники небольших и средних размеров, длина тела от 54,2 до 58,0 мм. Основная окраска тела серовато-коричневая. Усики оранжевого цвета. От близких видов отличаются следующими признаками: имея гранулированные мезонотум и мезоплевры, этот небольшой новый вид похож на A. densegranulosa, но отличается более многочисленными и заметно более выраженными грудными гранулами и узлами, более выраженным анальным сегментом и более высокой латеральной стороной, а также церками с менее раздутой и тупой вершиной.

## Таксономия и этимология
Вид был впервые описан в 2020 году немецкими энтомологами Frank Hennemann и Oskar Conle (Германия) по типовой серии из Южной Америки. Видовое название связано с нерегулярно гранулированной и узловатой поверхности мезонотума и мезоплевры этого нового таксона.